# 최현호 (아나운서)
최현호(崔玄鎬, 1982년 3월 1일 ~ )은 대한민국 KBS부산방송총국의 아나운서이다.

## 학력
- 단국대학교 경제학과

## 경력
- 2010년 : JTV 기상캐스터
- 2013년 : 토마토TV 방송기자
- 2014년 ~ : KBS 부산방송총국 41기 공채 아나운서

## 방송진행
- 네트워크 참TV 부산
- KBS 뉴스 7 부산
- KBS 뉴스 930 부산
- KBS 뉴스광장 부산